# Баглай, Марат Викторович
Мара́т Ви́кторович Багла́й (13 марта 1931, Баку — 10 января 2024, Москва) — советский и российский юрист и учёный-правовед, председатель Конституционного Суда Российской Федерации с 1997 по 2003 год, доктор юридических наук, профессор, член-корреспондент РАН, Заслуженный деятель науки Российской Федерации, Заслуженный юрист Российской Федерации.

## Биография
Родился 13 марта 1931 года в городе Баку. В 1954 году окончил юридический факультет Ростовского государственного университета.
В 1957 году окончил аспирантуру Института права имени А. Я. Вышинского Академии наук СССР и защитил диссертацию на соискание учёной степени кандидата юридических наук по теме «Правовые вопросы забастовочного движения в США».

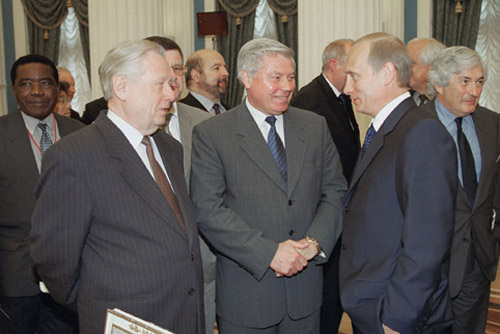
Марат Баглай с Председателем Верховного Суда Вячеславом Лебедевым и Президентом Российской Федерации Владимиром Путиным

С 1957 по 1962 год работал научным сотрудником Института государства и права Академии наук СССР. В 1962—1967 годах — доцент Московского государственного института международных отношений МИД СССР. В 1967 году защитил диссертацию на соискание учёной степени доктора юридических наук по теме «Социальная деятельность империалистического государства: (Политические и правовые аспекты)». В 1970 году получил звание профессора конституционного права. С 1967 по 1977 год работал заведующим отделом Института международного рабочего движения АН СССР. С 1977 по 1995 год был проректором Высшей школы профсоюзного движения (с 1990 — Академия труда и социальных отношений). С 1977 по 1995 год также занимал должность профессора кафедры конституционного права МГИМО.
30 мая 1997 года избран членом-корреспондентом РАН по Отделению философии, социологии, психологии и права.
7 февраля 1995 года был избран судьёй Конституционного Суда РФ. 13 февраля того же года выдвигался на пост Председателя Конституционного Суда РФ.
20 февраля 1997 года избран Председателем Конституционного Суда РФ на трёхлетний срок. 21 февраля 2000 года переизбран председателем Конституционного Cуда РФ. Однако через год его полномочия как судьи КС должны были истечь по возрасту (70 лет). За кандидатуру Баглая проголосовало 18 из 19 членов КС. С 2001 года федеральным законом предельный возраст пребывания судьи КС в должности (70 лет) был отменён.
7 мая 2000 года состоялась первая инаугурация 2-го президента Российской Федерации Владимира Путина, на которой Баглай принимал его присягу.

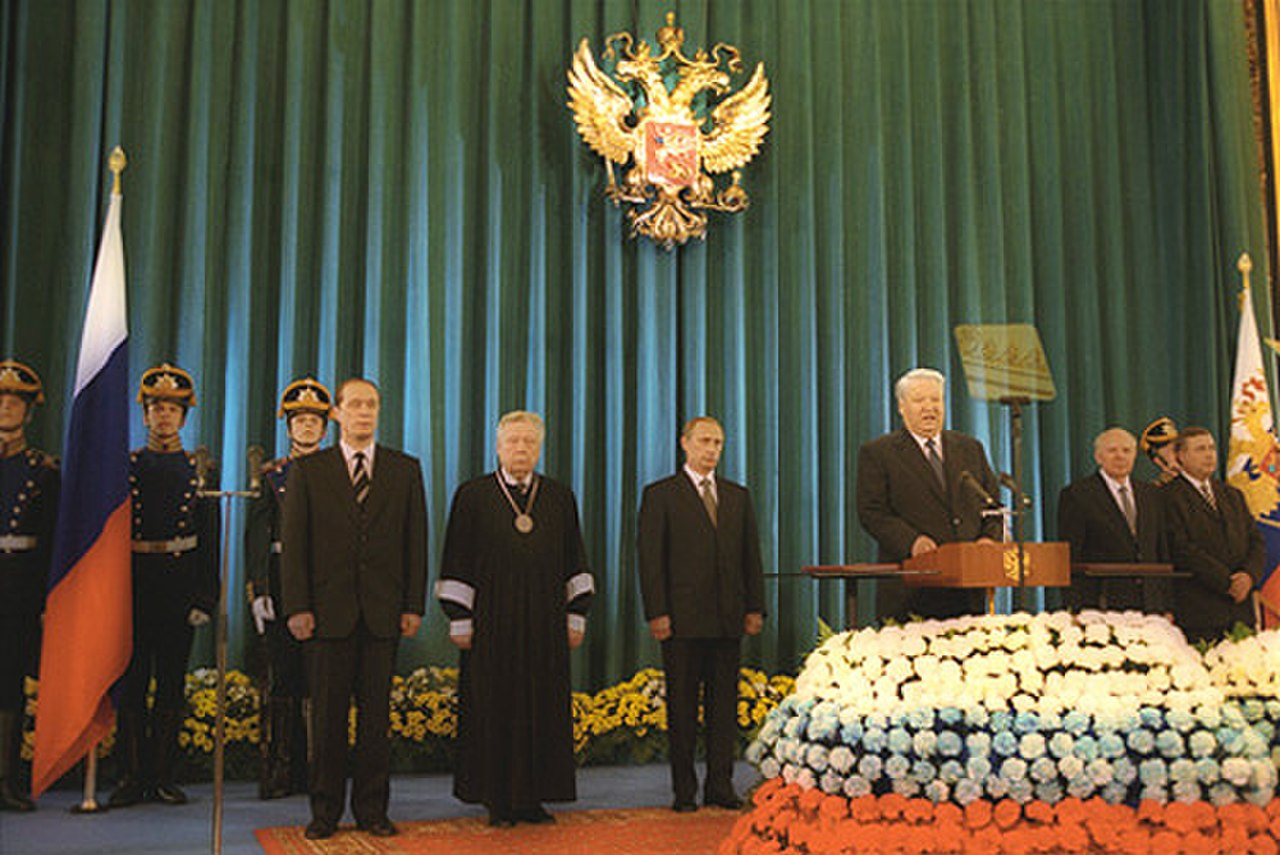
Марат Баглай на первой инаугурации Владимира Путина (2000)

21 февраля 2003 года был избран новый глава КС России — Валерий Зорькин. Полномочия Баглая на этом посту, а также на посту судьи КС были прекращены.
Скончался 10 января 2024 года на 93-м году жизни в Москве после продолжительной болезни. Похоронен на Троекуровском кладбище (уч. 35).

## Награды
- Орден «За заслуги перед Отечеством» II степени (11 марта 2001 года) — за большой личный вклад в укрепление конституционного правосудия и многолетнюю плодотворную работу[8];
- Орден Дружбы народов (1975)[9];
- Заслуженный деятель науки Российской Федерации (12 июля 1996 года) — за заслуги в научной деятельности[10];
- Заслуженный юрист Российской Федерации (5 июня 2003 года) — за большой вклад в укрепление законности и многолетнюю добросовестную работу[11];
- Почётная грамота Президента Российской Федерации (12 декабря 2008 года) — за активное участие в подготовке проекта Конституции Российской Федерации и большой вклад в развитие демократических основ Российской Федерации[12];
- Почётная грамота Правительства Российской Федерации (12 марта 2001 года) — за заслуги перед государством, многолетний плодотворный труд и в связи с 70-летием со дня рождения[13];
- Нагрудный знак Центральной избирательной комиссии Российской Федерации (2008)[14];
- Общественный орден «Российская нация» (2009)[15].

Имел высший квалификационный класс.

## Научные труды

### Монографии
- Баглай М. В. Законодательство США в борьбе с забастовочным движением/ Акад. наук СССР. Ин-т государства и права. — М.: Госюриздат, 1960. — 192 с.
- Баглай М. В., Усенин В. И. Правовые методы усиления эксплуатации трудящихся в странах капитала: Основные тенденции современного буржуазного трудового права / Акад. наук СССР. Ин-т государства и права. — М.: Наука, 1964. — 316 с.
- Баглай М. В. Капитализм и «социальная демократия»: Теоретические вопросы развития социальной деятельности буржуазного государства. — М.: Мысль, 1970. — 253 с.
- Баглай М. В. Капитализм, научно-техническая революция, профсоюзы: (Борьба рабочего класса и профсоюзов капиталист. стран против монополий, за жизненные интересы трудящихся). — М.: Профиздат, 1973. — 103 с.
- Коммунисты и профсоюзы: Борьба революционного авангарда за укрепление и единство международного профсоюзного движения / Баглай М. В., Адибеков Г. М., Аркадакский Ю. А. и др.; Под общ. ред. проф. М. В. Баглая; Ин-т междунар. раб. движения АН СССР. — М.: Профиздат, 1977. — 335 с.
- Баглай М. В., Николаев Г. А., Сергеев В. Е., Можаев В. Е. Курсом мира и единства. — М.: Профиздат, 1982. — 175 с.
- Баглай М. В. Советские профсоюзы: роль, функции, права.
- Советские профсоюзы: роль, функции, права. — М.: Прогресс, 1982. — 302 с.
- Советские профсоюзы: роль, функции, права. — М.: Прогресс, 1983. — 253 с.;
- Советские профсоюзы: роль, функции, права. — М.: Прогресс, 1986. — 368 с.
- Баглай М. В. Профсоюзы в социалистическом обществе. — М.: Прогресс, 1987. — 191 с. ISBN 5-01-000459-3
- Баглай М. В. Профсоюзы в политической системе социализма. — М.: Юридическая литература, 1984. — 127 с.
- Баглай М. В. Профсоюзы освободившихся стран: Борьба за развитие. — М.: Профиздат, 1988. — 104 с.
- Баглай М. В. Дорога к свободе: Идея свободы в истории политической мысли. — М.: Международные отношения, 1994. — 319 с. ISBN 5-7133-0802-2
- Баглай М. В. Конституционное правосудие в Российской Федерации. — Ереван: Центр конституционного права Республики Армения, 1999. — 115 с. (Конституционное правосудие : Вопросы теории и практики. Председатели конституционных судов о конституционном правосудии)
- Баглай М. В. Президенты Российской Федерации и Соединённых Штатов Америки : роль, порядок выборов, полномочия. — М.: Норма, 2008. — 143 с. ISBN 978-5-468-00184-4
- Баглай М. В. Конституция Российской Федерации: историко-правовой комментарий М. В. Баглая. — 3-е изд., перераб.. — М.: Норма: ИНФРА-М, 2010. — 159 с.
- Баглай М. В. Президенты Российской Федерации и Соединённых Штатов Америки: роль, порядок выборов, полномочия. — 2-е изд., перераб. и доп.. — М.: Норма: ИНФРА-М, 2012. — 143 с. — (Норма). — ISBN 978-5-91768-254-9.

### Брошюры
- Баглай М. В. Государственный строй Гватемалы / Государственный строй стран мира. — М.: Госюриздат, 1959. — 63 с.
- Баглай М. В. Рабочий класс против империализма и монополий: VII Всемирный конгресс профсоюзов и междунар. рабочее и проф. движение. — М.: Профиздат, 1970. — 80 с. (Библиотечка профсоюзного активиста; 22).
- Баглай М. В. Великий Октябрь и современное международное профсоюзное движение. — М.: Профиздат, 1977. — 95 с.
- Баглай М. В. Международное рабочее и профсоюзное движение на современном этапе. — М.: Профиздат, 1979. — 96 с. — (Библиотечка профсоюзного активиста; 15).
- Баглай М. В. Советские профсоюзы: роль, функции, права. — М. : Прогресс, 1982. — 302 с.
- Баглай М. В. Социализм, правовое государство, трудящиеся. — М.: Профиздат, 1990. — 90 с.
- Баглай М. В., Попов Ю. Н. Профсоюзы и рынок в социальном государстве. — М.: Академия труда и социальных отношений : Информационно-аналитический центр профсоюзов, 1995. — 44 с. (Человек. Труд. Реформы / Акад. труда и социал. отношений, Информ.-аналит. центр профсоюзов; 2).

### Учебники
- Государственное право буржуазных стран и стран, освободившихся от колониальной зависимости [Текст] : [Учебник для вузов по спец. «Правоведение» / М. В. Баглай, В. Н. Даниленко, И. П. Ильинский и др.; Под ред. И. П. Ильинского, М. А. Крутоголова. — М.: Юридическая литература, 1979. — 455 с.
- Баглай М. В., Габричидзе Б. Н. Конституционное право Российской Федерации: Учебник для юридических вузов и факультетов. — М. : Издательская группа «ИНФРА-М»: Кодекс, 1996. — 510 с. ISBN 5-86225-185-5
- Баглай М. В. Конституционное право Российской Федерации: Учебник для юридических вузов и факультетов. — М. : ИНФРА-М : Норма, 1997. — 741 с. ISBN 5-86225-537-0
- Баглай М. В. Конституционное право Российской Федерации: Учебник для юридических вузов и факультетов. — 2-е изд., изм. и доп. — М.: НОРМА : ИНФРА-М, 1999. — 760 с. ISBN 5-89123-329-0 (НОРМА)
- Баглай М. В. Конституционное право Российской Федерации : Учебник для вузов : Учебник для студентов вузов, обучающихся по специальности «Юриспруденция». — 3-е изд., изм. и доп. — М. : НОРМА : НОРМА-ИНФРА-М, 2001. — 784 с. ISBN 5-89123-491-2
- Баглай М. В. Конституционное право Российской Федерации : учебник для студентов вузов, обучающихся по специальности «Юриспруденция». — 4-е изд., изм. и доп. — М.: Норма, 2003. — 801 с. ISBN 5-89123-769-5
- Баглай М. В. Конституционное право зарубежных стран: учебник для вузов. — М.: Норма, 2004. — 832 с.
- Конституционное право зарубежных стран : учебник для студентов вузов, обучающихся по специальности «Юриспруденция» / Баглай М. В. и др.; под общ. ред. М. В. Баглая, Ю. И. Лейбо, Л. М. Энтина. — 2-е изд., перераб. — М.: Норма, 2006. — 1043 с. — (Учебник для вузов / Московский гос. ин-т междунар. отношений (Ун-т) МИД России).; ISBN 5-89123-889-6
- Баглай М. В. Конституционное право Российской Федерации : учебник для вузов : учебник для студентов вузов, обучающихся по специальности «Юриспруденция». — 5-е изд., изм. и доп. — М.: Норма, 2006. — 769 с. ISBN 5-89123-938-8 (В пер.)
- Баглай М. В. Конституционное право Российской Федерации: учебник для студентов высших учебных заведений, обучающихся по специальности «Юриспруденция». — 6-е изд., изм. и доп. — М.: Норма, 2007. — 783 с. (Учебник для вузов) ISBN 978-5-468-00078-6
- Баглай М. В. Конституционное право Российской Федерации: учебник для студентов высших учебных заведений, обучающихся по специальности «Юриспруденция». — 7-е изд., изм. и доп. — М.: Норма, 2008. — 815 с. (Учебник для вузов) ISBN 978-5-468-00226-1
- Баглай М. В. Конституционное право Российской Федерации: учебник для студентов высших учебных заведений, обучающихся по специальности «Юриспруденция». — 8-е изд., изм. и доп. — М.: Норма, 2009. — 799 с. — (Учебник для вузов) ISBN 978-5-91768-049-1
- Баглай М. В. Конституционное право Российской Федерации: учебник для студентов высших учебных заведений, обучающихся по специальности «Юриспруденция». — 9-е изд., изм. и доп. — М.: Норма : ИНФРА-М, 2011. — 767 с. ISBN 978-5-91768-186-3
- Конституционное право зарубежных стран: учебник для студентов высших учебных заведений, обучающихся по специальности «Юриспруденция» / Баглай М. В. и др. ; под общ. ред. М. В. Баглая, Ю. И. Лейбо и Л. М. Энтина; Московский гос. ин-т междунар. отношений (Ун-т) МИД России. — 3-е изд., перераб. и доп. — М.: Норма : ИНФРА-М, 2012. — 1087 с. ISBN 978-5-91768-080-4
- Баглай М. В. Конституционное право Российской Федерации: учебник для студентов высших учебных заведений, обучающихся по специальности «Юриспруденция». — 10-е изд., изм. и доп. — М.: Норма : ИНФРА-М, 2013. — 783 с. — (Учебник для вузов). ISBN 978-5-91768-359-1
- Баглай М. В. Конституционное право Российской Федерации: учебник. — 11-е изд., изм. и доп. — М.: Норма : ИНФРА-М, 2015. — 767 с. — (Учебник для вузов). ISBN 978-5-91768-591-5 (Норма)
- Конституционное право зарубежных стран: учебник / Баглай М. В. и др. ; под общ. ред. М. В. Баглая, Ю. И. Лейбо и Л. М. Энтина ; Московский гос. ин-т междунар. отношений (ун-т) МИД России. — 4-е изд., перераб. и доп. — М.: Норма: ИНФРА-М, 2016. — 975 с. ISBN 978-5-91768-726-1
- Баглай М. В. Конституционное право Российской Федерации: учебник. — 13-е изд., изм. и доп. — М.: Норма : Инфра-М, 2018. — 767 с. (Учебник для вузов). ISBN 978-5-91768-877-0

### Учебные пособия
- Усенин В. И., Баглай М. В. Правовое регулирование труда в капиталистических странах: Учебное пособие для юридических институтов и факультетов. — М. : Госюриздат, 1963. — 214 с.
- Алексеев Г. П., Баглай М. В., Кадейкин В. А. Профсоюзное движение в СССР: Теория, история, практика. Учебное пособие. — М.: Профиздат, 1983. — 128 с.
- История профсоюзного движения за рубежом, конец XVIII в.-1945 г.: Учебное пособие / Подгот. М. В. Баглай и др. — М.: Профиздат, 1990. — 319 с. ISBN 5-255-00126-0

### Энциклопедии и словари
- Баглай М. В., Туманов В. А. Малая энциклопедия конституционного права. — М.: БЕК, 1998. — 505 с. ISBN 5-85639-241-8
- Арутюнян Г. Г., Балгай М. В. Конституционное право: А-Я: энциклопедический словарь. — М.: Норма, 2006. — 543 с. — (Словари для юристов-профессионалов) ISBN 5-89123-726-1